# 凱旋駅 (高雄市)

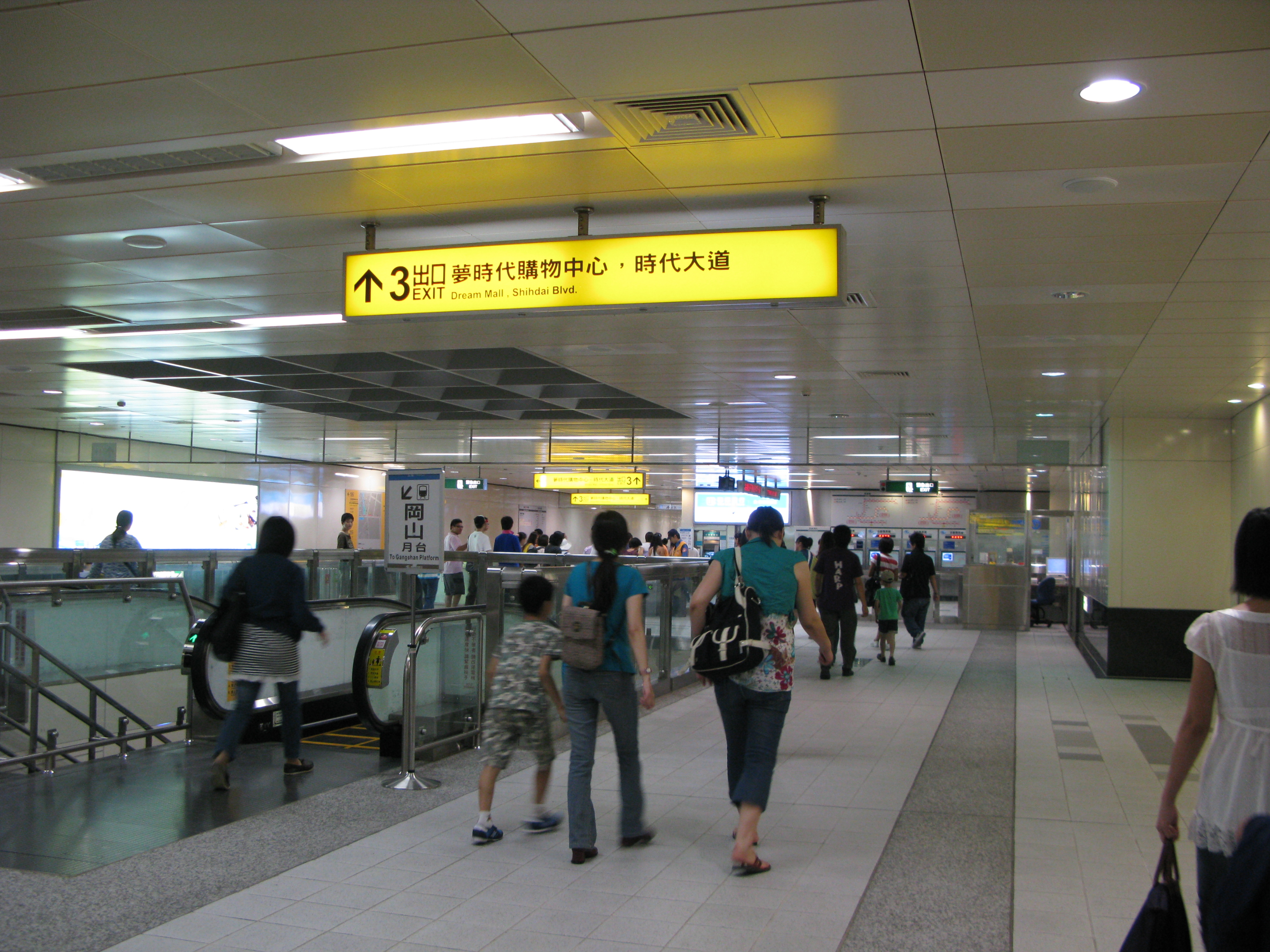
凱旋駅コンコース

凱旋駅（がいせんえき）は台湾高雄市前鎮区中山四路と凱旋四路交差点にある高雄捷運紅線の駅である。駅名は凱旋四路から名付けられた。計画時の駅名は世貿駅であった。駅番号はR6。

## 駅構造
- 2層構造でホームドア付き島式ホーム1面2線の地下駅であり、3箇所の出入口がある。

## 駅階層
| 地階    | 出入口                       | 出入口                                      |
| 地下1階 | コンコース階                 | コンコース、案内所、自動券売機、自動改札口  |
| 地下1階 | コンコース階                 | トイレ（駅南側で改札の外、出口2近く）       |
| 地下2階 | 1番ホーム                    | ←■紅線 高雄国際機場・小港方面（前鎮高中駅） |
| 地下2階 | 島式ホーム，左側のドアが開く |                                             |
| 地下2階 | 2番ホーム                    | →■紅線 美麗島・岡山駅方面（獅甲駅）         |

## 駅出口
出口1、出口2は駅南端、出口3は駅北端にあり、出口1にはバリアフリーのエレベーターがある。
- 出口1：社会局バリアフリーの家，原住民サービスセンター（中山三路西側、凱旋四路交差点）
- 出口2：慈仁六村、高雄世貿中心（中山三路東側、凱旋四路交差点）
- 出口3：夢時代ショッピングセンター、時代大道（中山三路西側）

## 利用状況
| 年   | 年間      | 年間      | 年間      | 年間     | 1日平均 | 1日平均 |
| 年   | 乗車      | 下車      | 乗下車計  | 出典     | 乗車    | 乗下車  |
| ---- | --------- | --------- | --------- | -------- | ------- | ------- |
| 2008 | 1,224,685 | 1,255,278 | 2,479,963 | [ 注 1 ] | 4,553   | 9,219   |
| 2009 | 1,441,032 | 1,492,803 | 2,933,835 | [ * 2 ]  | 3,948   | 8,038   |
| 2010 | 1,436,499 | 1,476,561 | 2,913,060 | [ * 3 ]  | 3,936   | 7,981   |
| 2011 | 1,376,002 | 1,431,831 | 2,807,833 | [ * 4 ]  | 3,770   | 7,693   |
| 2012 | 1,527,526 | 1,599,009 | 3,126,535 | [ * 4 ]  | 4,174   | 8,542   |
| 2013 | 1,803,246 | 1,881,330 | 3,684,576 | [ * 4 ]  | 4,940   | 10,095  |
| 2014 | 1,789,426 | 1,850,127 | 3,639,553 | [ * 4 ]  | 4,903   | 9,971   |
| 2015 | 1,607,537 | 1,648,446 | 3,255,983 | [ * 4 ]  | 4,404   | 8,921   |
| 2016 | 1,649,385 | 1,712,210 | 3,361,595 | [ * 4 ]  | 4,507   | 9,185   |
| 2017 | 1,729,241 | 1,786,565 | 3,515,806 | [ * 4 ]  | 4,738   | 9,632   |
| 2018 | 1,776,086 | 1,788,108 | 3,564,194 | [ * 4 ]  | 4,866   | 9,765   |
| 2019 | 1,761,549 | 1,766,636 | 3,528,185 | [ * 4 ]  | 4,826   | 9,666   |
| 2020 | 1,291,297 | 1,305,903 | 2,597,200 | [ * 4 ]  | 3,528   | 7,096   |

- 統計に関する出典

註釈
1. ↑  3月8日開業後の運営日数は296日だが、統計は有料化開始の4月7日以降269日で算出している[* 1] ）

出典
1. ↑  （繁体字中国語）高雄捷運公司 (2009年1月10日). “高雄都會區大眾捷運系統各站旅運量統計表”.   高雄市政府交通局. p. 頁10. 2019年5月5日閲覧。
2. ↑  （繁体字中国語）“高雄都會區大眾捷運系統各站旅運量統計表 中華民國98年”.   高雄市政府捷運工程局. p. 頁13 (2009年1月10日). 2019年10月27日閲覧。
3. ↑  （繁体字中国語）“高雄都會區大眾捷運系統各站旅運量統計表 中華民國99年”.   高雄市政府捷運工程局. p. 頁13. 2019年10月27日閲覧。
4. ↑  （繁体字中国語）“高雄都會區大眾捷運系統各站旅運量-年 依 年, 捷運站別 與 入出站”.   高雄市政府交通局 (2021年3月12日). 2021年3月12日閲覧。 高雄市統計資訊服務網

## 歴史
- 2008年3月9日 - 高雄捷運紅線の「橋頭駅～小港」間が正式に開通した[1]。

## 隣の駅
高雄捷運
■紅線
獅甲駅 - 凱旋駅 - 前鎮高中駅
■高雄捷運環状軽軌
凱旋瑞田駅 - 前鎮之星駅 - 凱旋中華駅